# Bearstone
Bearstone – wieś w Anglii, w hrabstwie Staffordshire. Leży 25 km na północny zachód od miasta Stafford i 223 km na północny zachód od Londynu.